# Geneviève Gavignaud-Fontaine
Vous pouvez aider à l'améliorer ou bien discuter des problèmes sur sa page de discussion.
- Il ne cite pas suffisamment ses sources. Vous pouvez indiquer les passages à sourcer avec {{référence nécessaire}} ou {{Référence souhaitée}}, et inclure les références utiles en les liant aux notes de bas de page. (Marqué depuis décembre 2013)

- Archive Wikiwix
- Bing
- Cairn
- DuckDuckGo
- E. Universalis
- Gallica
- Google
- G. Books
- G. News
- G. Scholar
- Persée
- Qwant
- (zh) Baidu
- (ru) Yandex
- (wd) trouver des œuvres sur Wikidata

Geneviève Gavignaud-Fontaine, , née le 18 juillet 1947 à Saint-Paul-de-Fenouillet, est une historienne, professeur des Universités émérite et autrice française.

## Biographie

### Enfance et formation
Elle est agrégée d'histoire depuis 1970.
En 1980, il devient docteur ès Lettres et Sciences Humaines.

### Carrière
Elle a dirigé plusieurs thèses.

## Publications
Le catalogue SUDOC recense 70 travaux.

### Analyse novatrice des sociétés rurales, et définition du concept de «Révolution rurale» (1980-2007)
- La Propriété en Roussillon, Structures et conjoncture agraires, XVIIIe – XXe siècle, Thèse Paris I Panthéon-Sorbonne, ANRT Lille III, 1980.
- La Révolution rurale. Essai à partir du cas américain (USA), Le Coteau, Horvath, 1983. Préface de Robert Laurent.
- Les Campagnes en France, Paris, Ophrys, 1990, T1, le XIXe siècle; T2, le XXe siècle.
- La Révolution rurale dans la France contemporaine, XVIIIe – XXe siècle, Paris, L’Harmattan, 1996.
- Propriété et société rurale en Europe, les doctrines à l’épreuve de l’histoire sociale française (années 1780-1920), Nantes, Les Éditions du Temps, 2005.
- Villageois sans agriculture! Observations sur la société rurale contemporaine, Montpellier, Publications de la Méditerranée, 2007.

### Histoire du plus vaste vignoble du monde jusqu'à l'an 2000: le Languedoc-Roussillon. (1980-2016)
- Propriétaires-viticulteurs en Roussillon. Structures, Conjonctures, Société, XVIII-XXe siècle, Paris, Publications de la Sorbonne, 1983, 2 tomes Adaptation de la thèse, Préface de Jean Bouvier.
- Caractères historiques du vignoble en Languedoc et Roussillon, Montpellier, Publications Universitaires de la Méditerranée, 1997.
- Le Languedoc viticole, la Méditerranée et l'Europe au siècle dernier (XXe siècle), Presses Universitaires de la Méditerranée, 2000, 2e édition 2006.
- Vignobles du Sud, XVIe-XXe siècle, Actes du colloque du Centre d’Histoire moderne et contemporaine de l’Europe méditerranéenne et de ses périphéries, Montpellier, Publications Universitaires de la Méditerranée, 2003, en collaboration avec Henri Michel.
- Vignerons, Montpellier, Publications Universitaires de la Méditerranée, 2005.
- Le Vin en Languedoc et Roussillon, de la tradition aux mondialisations XVIe – XXe siècle, Perpignan, Trabucaïre, 2007, en collaboration avec Gilbert Larguier.
- Terroirs et marchés des vins dans un siècle de crises. Languedoc et Roussillon, 1907-2007, Montpellier, Publications Universitaires de la Méditerranée, 2012.
- Le Cours des vins en Catalogne et Languedoc-Roussillon. Fluctuations et portée des prix dans le temps long de l’histoire (direction des Actes de la Journée d’études de 2011), Toulouse, Annales du Midi, no 281, janvier-mars 2013.
- Corps intermédiaires vignerons et marchands en Languedoc 1704-1939, ouvrage collectif (avec G. Larguier et alii), Presses Universitaires de Perpignan, 2016.

### Économie morale et sociale: fondements historiques et philosophie chrétienne (2009-2017)
- Considérations économiques chrétiennes de saint Paul aux temps actuels, Paris, Boutique de l’Histoire éditions, 2009.
- Les Catholiques et l’économie-sociale en France, XIXe – XXe siècles, Paris, Les Indes Savantes/La Boutique de l’Histoire, 2011.
- Marchés sans justice, ruines sociales. Refonder les libertés économiques sur la justice, Paris, Les Indes Savantes/La Boutique de l’Histoire, 2013.
- Justice dans les relations économiques et justice sociale. Sources morales et ruptures historiques, Paris, Les Indes Savantes/La Boutique de l’Histoire, 2017.

### Du questionnement historique au questionnement philosophique: méthode et éthique (2021)
- Saint Thomas d'Aquin et la volonté de justice : actualité du questionnement philosophique, Paris, L'Harmattan, 2021.
- Au confluent de l'histoire et de la philosophie morale. Sur les réalités économiques, de perdurables savoirs éthiques, à paraître.

Varia
- Civilisations populaires du Languedoc et du Roussillon, Le Coteau, Horvath, 1982, 2e édition, 1990, ouvrage collectif sous la direction de Gérard Cholvy.
- La Révolution française dans le Languedoc méditerranéen, Toulouse, Privat, 1987, en collaboration avec Robert Laurent.
- Saint-Paul et les Fenouillèdes, les racines de leur histoire, Montpellier, Orpèges, 2011, 2e édition 2012.
- Le « Chapitre » de Saint-Paul-de-Fenouillet, histoire et rayonnement spirituel, œuvres d’art (IXe – XVIIIe siècle), Montpellier, Orpèges, 2013, en collaboration avec Lucien Bayrou et Michèle François.

### Méthode historique
- Rural Studies in Britain and France, sous la direct. de Maryvonne Bodiguel et Philip Lowe, London, Belhaven Press, 1990, « History in Perspective: Rural Studies in French historiography », p. 55 à p. 75.
- Revue Histoire et Sociétés rurales, n° 3, 1995, « L’Apport de l’École des Annales à l’histoire rurale de la période contemporaine » p. 94 à p. 103.
- Mélanges offerts à Charles-Olivier Carbonell, une passion de l’histoire, Toulouse, Privat, 2002, « La méthode historique de l’École des Annales à l’épreuve des sociétés rurales contemporaines », p. 183 à p. 196.
- « Robert Laurent, historien des vignerons de la « Côte-d’Or au XIXe siècle », dans Histoire et Sociétés Rurales, n° 5, Campagnes bourguignonnes dans l’histoire, Rennes, 1996, p. 62 à p. 72. Repris dans, Liame, n° 6, CHMCMM, Montpellier, Université Paul-Valéry, 2002.
- Pallas, Revue d’Études Antiques, Les hommes et la terre dans la Méditerranée gréco-romaine, Toulouse, Presses universitaires du Mirail, 64/2004, Introduction « La recherche en histoire rurale: l’antiquité et sa contemporanéité ».
- « Le point de vue d’une historienne » dans Histoire et agronomie: entre ruptures et durée, actes coordonnés par Paul Robin et Jean-Paul Aeschlimann, Paris, IRD Éditions, 2007, p. 33 à p. 44.

### Les campagnes françaises dans les siècles contemporains
- Le Capitalisme français XIXe – XXe siècles. Blocages et dynamique d'une croissance, Hommage à Jean Bouvier, coordonné par Patrick Fridenson et André Strauss, Paris, Fayard, 1987, « Viticulture et propriété: du libéralisme à la coopération », p. 355 à p. 366.
- Revue d’Économie rurale, Un siècle d'agriculture française 1880-1990, Paris, 1988, « L'État et la propriété », p. 92 à p. 100.
- Histoire économique XVIIIe – XXe siècle, textes essentiels, sous la direction de Michel Margairaz, Paris, Larousse, 1992, « La propriété en Roussillon XVIIIe – XXe siècle », p. 721 à p. 728.
- Campagnes et Sociétés en Europe, 1830-1930, sous la direction Michel Pigenet et Gilles Pécout et, Paris, Éditions de l’Atelier, 2005, « À propos des voies de passage de l'agriculture paysanne à l'agriculture capitaliste », p. 25 à p. 36. Déjà publié dans Le Mouvement Social, Paris, Les Éditions sociales, 1978, n° 104, p. 31 à p. 42.
- La Revue Historique, Paris, Presses universitaires de France, 1987, 9, « De la Révolution agricole à la Révolution rurale. Des sociétés rurales contemporaines en mutations », p. 99 à p. 119.
- Revue Historiens et Géographes, Paris, 1996, n° 354, « La Révolution rurale. Un concept opératoire pour l’étude des mutations en cours dans les campagnes », p. 132 à p. 137.
- Mouvements paysans face à la politique agricole commune et à la mondialisation (1957-2000), sous la direction de Laurent Jalabert et Christophe Patillon, « Introduction: Les enjeux internationaux du monde agricole de la PAC à l’OMC », Presses Universitaires de Rennes, 2013, p. 15 à p. 35.

### Les enseignements tirés du marché vinicole à l'heure de la mondialisation économique
- Estudis d'Historia agraria, Centre d'Estudis historics internationals (VI) Barcelona, 1985, « Propietaris-viticultors al Rossello » p. 7 à p. 56.- Co-opération and Farmers'Unions in Western Europe, collectif, South Jutland University Press, 1990, « The Emergence of Wine Co-operatives in the Midi », p. 100 à p. 115.
- Areas, Revista de Ciencias sociales, 12, Editore Regional de Murcia, España, 1990, « El Midi de los viñedos, desde Carlomagno al Mercado común », p. 117 à p. 124.
- Jahrbuch für Wirtschaftsgeschichte, Nahrungmittel und ihre Märkte 19 und Jahrundert, Akademie Werlag, Berlin 1996, 1, « Der weinmarket in den Regionem Languedoc und Roussillon 1860-1907 », p. 109 à p. 128.
- Académie Suisse du Vin, n°A1, oct. 2003, « La longue marche qualitative des vignerons du Midi », p.18 à p. 28.
- Regulierte Mârktet: Zünfte und Kartelle, M. Müller, H. R. Schmid, L. Tissot (Hg.), Université de Neuchâtel, Schweizerische Gesellschaft für Wirtschafts-und Sozialgeschichte, Band 26, 26. Jahrgang, Société suisse d’histoire économique et sociale, n° 26, 26e année, 2011, « Les politiques de régulation du marché du vin en Languedoc 1889-1976 », p. 225 à p. 241.
- Revue d’Histoire Moderne et Contemporaine de Nîmes et du Gard, n° 25, janvier 2010, « Principes de réalité du marché du vin en Languedoc 1889-1976 », p. 33 à p. 42.

### Histoire et philosophie chrétienne

#### Textes publiés dans L'Homme Nouveau
- n° 1694, 14 septembre 2019, l’« économie financière de marché » met aujourd’hui hors jeu l’« économie territoriale » à vocation humaine et sociale, Rubrique « tribune libre ».
- n° 1709, 11 avril 2020, « Aux sources chrétiennes d’une économie au service des hommes et des sociétés qu’ils forment », Rubrique « tribune libre ».
- n° 1728, 30 janvier 2021, « Tous frères, font dire le cœur… et la raison! », Rubrique tribune

#### Quelques Récensions dans laRevue thomiste
- Laudato si, Lettre encyclique du pape François, Revue thomiste, T, CXVIII, n°2, avril-juin 2018, p. 336 à p. 339.